# 劉溱
劉溱（1521年—？），字子杠，號巽菴，河南彰德府安陽縣人，軍籍，明朝政治人物。

## 生平
嘉靖二十二年（1543年）癸卯科河南鄉試第二十一名舉人。嘉靖三十二年（1553年）中式癸丑科會試第三百七十三名，三甲第二百九十三名進士。吏部观政，以國戚授六安知州。

## 家族
曾祖劉傑，兵馬司指揮；祖父劉儉；父劉錄，儀賓。嫡母陽翟縣主；生母侯氏。慈侍下。弟劉洧。弟劉洧（生员）。